# Gare de Nagykapornak
La gare de Nagykapornak (en hongrois : Nagykapornak vasútállomás) est une halte ferroviaire hongroise, située à Nagykapornak.